# Élections législatives taïwanaises de 2020
Les élections législatives taïwanaises de 2020 ont lieu le 11 janvier 2020 en même temps que l'élection présidentielle afin de renouveler les 113 membres du parlement de Taïwan, le Yuan législatif.
Le Parti démocrate progressiste au pouvoir conserve la majorité absolue des sièges, malgré un léger recul.

## Système électoral

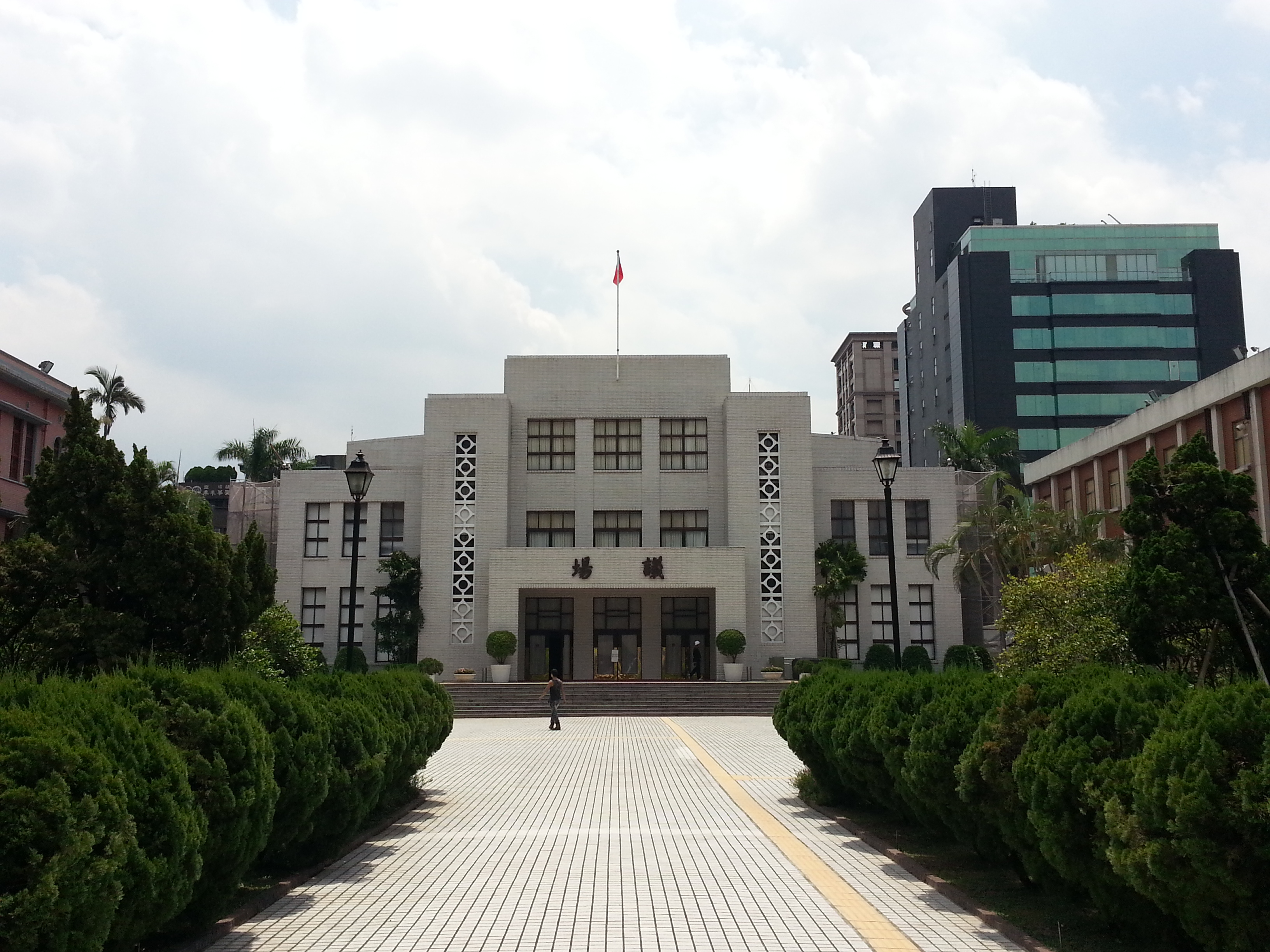
Entrée du parlement.

Taïwan est doté d'un parlement unicaméral, le Yuan législatif, composé de 113 sièges pourvus pour quatre ans selon un scrutin parallèle. Sur ce total, 79 sièges sont ainsi pourvus au scrutin majoritaire, dont 73 au scrutin uninominal majoritaire à un tour dans autant de circonscriptions et six sièges au vote unique non transférable dans deux circonscriptions de trois sièges chacune, ces dernières étant réservées aux citoyens aborigènes. Les électeurs votent pour un candidat dans leur circonscription, et les trois candidats arrivés en tête sont déclarés élus.
Enfin, les 34 sièges restants sont pourvus au scrutin proportionnel plurinominal avec listes fermées et seuil électoral de 5 % dans une unique circonscription nationale. Après décomptes des voix, les sièges sont répartis entre tous les partis ayant franchi le seuil électoral selon la méthode du plus fort reste, en appliquant le quota de Hare. Un quota de 50 % de députés de l'un ou l'autre sexe est appliqué sur les sièges ainsi élus à la proportionnelle,.
Les circonscriptions électorales sont révisées tous les dix ans par la Commission électorale centrale (CEC) pour prendre en compte les variations de population, sur la base d'un recensement effectué deux ans et deux mois avant la fin de la législature en cours. Les changements sont rendus publics 20 mois avant les élections concernées par la nouvelle répartition. En 2020, les circonscriptions de Kaoshiung and Pingtung perdent ainsi chacune un siège, tandis que celles de Tainan and Hsinchu en obtiennent un supplémentaire. Les délimitations des circonscriptions Taichung 2 et Taichung 7 sont également modifiées.

## Forces en présences
| Parti | Parti                                          | Coalition             | Idéologie                                                                                                 | Chef de file  | Résultat en 2016            |
| ----- | ---------------------------------------------- | --------------------- | --- | ------------- | --------------------------- |
|       | Parti démocrate progressiste 民主進步黨, (PDP) | Pan-verte             | Centre gauche Pro-indépendance, social-libéralisme, progressisme, libéralisme                             | Cho Jung-tai  | 44,06 % des voix 68 députés |
|       | Kuomintang 中國國民黨, (KMT)                   | Pan-bleue             | Centre droit Pro-rapprochement avec Pékin, trois principes du peuple, nationalisme chinois, conservatisme | Wu Den-yih    | 26,91 % des voix 35 députés |
|       | Parti du nouveau pouvoir 時代力量              | Aucune, Pro-Pan-verte | Centre gauche Pro-indépendance, politique de la jeunesse, progressisme, social-libéralisme, taïwanisation | Hsu Yung-ming | 6,11 % des voix 5 députés   |
|       | Qinmindang 親民黨                              | Pan-bleue             | Centre à Centre droit Pro-rapprochement avec Pékin, libéral-conservatisme                                 | James Soong   | 6,52 % des voix 3 députés   |
|       | Parti populaire taïwanais 台灣民眾黨           | Aucune                | Centre Centrisme, pluralisme, libéralisme                                                                 | Ko Wen-je     | Nouveau                     |

## Résultats

### Nationaux
|                           |                                                |                 |                 |                 |                 |                  |                  |                  |       |               |  |  |  |  |
| Partis                    | Partis                                         | Proportionnelle | Proportionnelle | Proportionnelle | Sièges réservés | Circonscriptions | Circonscriptions | Circonscriptions | Total | +/-           |  |  |  |  |
| Partis                    | Partis                                         | Voix            | %               | Sièges          | Sièges réservés | Voix             | %                | Sièges           | Total | +/-           |  |  |  |  |
|                           | Parti démocrate progressiste                   | 4 811 241       | 33,98           | 13              | 2               | 6 332 168        | 45,60            | 46               | 61    | 7             |  |  |  |  |
|                           | Kuomintang                                     | 4 723 504       | 33,36           | 13              | 3               | 5 633 749        | 40,57            | 22               | 38    | 3             |  |  |  |  |
|                           | Parti populaire taïwanais                      | 1 588 806       | 11,22           | 5               | 0               | 264 478          | 1,90             | 0                | 5     | 5             |  |  |  |  |
|                           | Parti du nouveau pouvoir                       | 1 098 100       | 7,75            | 3               | 0               | 141 952          | 1,02             | 0                | 3     | 2             |  |  |  |  |
|                           | Qinmindang                                     | 518 921         | 3,66            | 0               | 0               | 60 614           | 0,44             | 0                | 0     | 3             |  |  |  |  |
|                           | Parti pour la construction de l'État de Taïwan | 447 286         | 3,16            | 0               | 0               | 141 503          | 1,02             | 1                | 1     | 1             |  |  |  |  |
|                           | Parti vert                                     | 341 465         | 2,41            | 0               | 0               | 38 224           | 0,27             | 0                | 0     | en stagnation |  |  |  |  |
|                           | Nouveau parti                                  | 147 373         | 1,04            | 0               | 0               |                  |                  |                  | 0     | en stagnation |  |  |  |  |
|                           | Alliance pour l'action                         | 143 617         | 1,01            | 0               | 0               | 20 134           | 0,14             | 0                | 0     | en stagnation |  |  |  |  |
|                           | Force stabilisatice                            | 94 563          | 0,67            | 0               | 0               | 26 182           | 0,19             | 0                | 0     | en stagnation |  |  |  |  |
|                           | Union pour la solidarité de Taïwan             | 50 435          | 0,36            | 0               | 0               |                  |                  |                  | 0     | en stagnation |  |  |  |  |
|                           | Alliance du parti du congrès                   | 40 331          | 0,28            | 0               | 0               | 81 508           | 0,59             | 0                | 0     | en stagnation |  |  |  |  |
|                           | Promotion de l'unification chinoise            | 32 966          | 0,23            | 0               | 0               | 8 790            | 0,06             | 0                | 0     | en stagnation |  |  |  |  |
|                           | Union religieuse                               | 31 117          | 0,22            | 0               | 0               | 7 702            | 0,05             | 0                | 0     | en stagnation |  |  |  |  |
|                           | Alliance Formose                               | 29 324          | 0,21            | 0               | 0               | 9 207            | 0,07             | 0                | 0     | en stagnation |  |  |  |  |
|                           | Parti travailliste                             | 19 941          | 0,14            | 0               | 0               | 13 694           | 0,10             | 0                | 0     | en stagnation |  |  |  |  |
|                           | Alliance unifiée pour l'action                 | 17 515          | 0,12            | 0               | 0               | 14 817           | 0,11             | 0                | 0     | en stagnation |  |  |  |  |
|                           | Parti du renouveau                             | 11 952          | 0,08            | 0               | 0               | 36 871           | 0,27             | 0                | 0     | en stagnation |  |  |  |  |
|                           | État souverain pour Formose & Pescadores       | 11 681          | 0,08            | 0               | 0               | 5 697            | 0,04             | 0                | 0     | en stagnation |  |  |  |  |
|                           | Autres partis                                  |                 |                 |                 | 0               | 34 791           | 0,25             | 0                | 0     | en stagnation |  |  |  |  |
|                           | Indépendants                                   | 1               | 1 013 347       | 7,30            | 4               | 5                | 4                |                  |       |               |  |  |  |  |
|                           |                                                |                 |                 |                 |                 |                  |                  |                  |       |               |  |  |  |  |
| Suffrages exprimés        | Suffrages exprimés                             | 14 160 138      | 97,95           |                 |                 | 13 885 428       | 98,27            |                  |       |               |  |  |  |  |
| Votes blancs et invalides | Votes blancs et invalides                      | 296 135         | 2,05            | 244 571         | 1,73            |                  |                  |                  |       |               |  |  |  |  |
| Total                     | Total                                          | 14 456 293      | 100             | 34              | 6               | 14 129 999       | 100              | 73               | 113   | en stagnation |  |  |  |  |
| Abstentions               | Abstentions                                    | 4 855 812       | 25,14           |                 |                 | 4 676 914        | 24,87            |                  |       |               |  |  |  |  |
| Inscrits / participation  | Inscrits / participation                       | 19 312 105      | 74,86           | 18 806 913      | 75,13           |                  |                  |                  |       |               |  |  |  |  |

### Sièges réservés
Ci dessous les résultats dans les deux circonscriptions réservés aux aborigènes, inclus dans le tableau de synthèse des résultats nationaux sous la colonne « sièges réservés ».
| Partis                    | Partis                                   | Basse-terre | Basse-terre | Basse-terre | Haute-terre | Haute-terre   | Haute-terre | Total | +/-           |  |
| Partis                    | Partis                                   | Voix        | %           | Sièges      | Voix        | %             | Sièges      | Total | +/-           |  |
| ------------------------- | ---------------------------------------- | ----------- | ----------- | ----------- | ----------- | ------------- | ----------- | ----- | ------------- |  |
|                           | Parti démocrate progressiste             | 25 843      | 21,20       | 1           | 25 772      | 17,81         | 1           | 2     | 1             |  |
|                           | Kuomintang                               | 78 153      | 64,12       | 2           | 50 093      | 34,61         | 1           | 3     | 1             |  |
|                           | Parti vert                               |             |             |             | 1 163       | 0,80          | 0           | 0     | en stagnation |  |
|                           | Force stabilisatrice                     | 1 273       | 1,04        | 0           | 1 241       | 0,86          | 0           | 0     | en stagnation |  |
|                           | Alliance Formose                         | 2 958       | 2,42        | 0           | 577         | 0,40          | 0           | 0     | en stagnation |  |
|                           | Alliance unifiée pour l'action           | 1 029       | 0,84        | 0           |             |               |             | 0     | en stagnation |  |
|                           | Parti du renouveau                       | 5 020       | 4,12        | 0           | 0           | en stagnation |             |       |               |  |
|                           | État souverain pour Formose & Pescadores |             |             |             | 366         | 0,25          | 0           | 0     | en stagnation |  |
|                           | Indépendants                             | 7 604       | 6,24        | 0           | 65 512      | 45,27         | 1           | 1     | 1             |  |
|                           |                                          |             |             |             |             |               |             |       |               |  |
| Suffrages exprimés        | Suffrages exprimés                       | 121 880     | 97,89       |             | 144 724     | 98,07         |             |       |               |  |
| Votes blancs et invalides | Votes blancs et invalides                | 2 624       | 2,11        | 2 848       | 1,93        |               |             |       |               |  |
| Total                     | Total                                    | 124 504     | 100         | 3           | 147 572     | 100           | 3           | 6     | en stagnation |  |
| Abstentions               | Abstentions                              | 75 329      | 37,70       |             | 67 543      | 31,40         |             |       |               |  |
| Inscrits / participation  | Inscrits / participation                 | 199 833     | 62,30       | 215 115     | 68,60       |               |             |       |               |  |